# しし座ロー星
しし座ρ星（ししざローせい、ρ Leonis、ρ Leo）は、しし座にある恒星である。見かけの等級は3.84と、肉眼でみえる明るさである。連星であると考えられるが、星系の詳しい構造は明らかではない。逃走星の候補で、超巨星としては滅多にみられない高銀緯に位置している。はくちょう座α型に分類される脈動変光星でもある。

## 位置
しし座ρ星は、見かけに暗い恒星ではないが、レグルスとデネボラを中心として獅子の姿を描く明るい星々に挟まれて目立たない。黄道のすぐ近くに位置し、そのずれはたった8分しかなく、8月29日には太陽と重なり、また月による掩蔽もしばしば発生する。

## 特徴
しし座ρ星は、B型超巨星で、スペクトル型はB1 Iabと分類されており、肉眼でみえる恒星の中では特に高温で質量が大きいものの一つである。一般的なスペクトルよりも窒素の吸収線が強く（過剰で）、そのことを表すB1 IabNstrという表記もある。しし座ρ星のスペクトルはとても単純で、恒星自身のスペクトルだけでなく、星間空間の吸収線を調べる観測者にとっても、たいへん好ましい目標天体とされており、数多くの観測がなされている。
しし座ρ星の太陽系からの距離は遠く、年周視差は誤差が大きいため信頼できる距離の推定に不向きで、距離は専らスペクトル型から絶対等級を仮定し、見かけの等級との差から推定したものが採用され、およそ2900光年とされる。しかし、しし座ρ星は非常に近接した二重星で、2つの恒星の見かけの等級差もそう大きくないので、問題は更に複雑である。

### 星系
しし座ρ星は、しばしば月によって掩蔽されるため、掩蔽の際の光度変化を調べることで、通常は視覚的に分離できない重星を発見する手法の目標となり、南アフリカのユニオン天文台からの掩蔽観測報告により、単独星と仮定すると異常な光度変化を起こすとされた。その後、ペンシルヴェニア大学のフラワー天文台で干渉計を用いた計測により、二重星であることが確認された。以後は、伴星は検出されたりされなかったりで、測定結果にもばらつきがあったが、21世紀になりセロ・トロロ汎米天文台の4メートル望遠鏡を用いたスペックル干渉法により、その存在は確実となった。主星と伴星の等級差は約1.5等とされる。
連星であれば、しし座ρ星が抱える別の矛盾を解決するかもしれない。B型超巨星であるしし座ρ星の質量は、単独星であれば太陽の28倍にもなるとみられる。そのような大質量の恒星は寿命が短く、星形成が起きている銀河面近くで最近誕生したものと考えられ、普通は銀河面から遠くない位置にいる。しかし、しし座ρ星は銀緯が約53度、銀河面からの距離はおよそ2300光年にもなる。しし座ρ星は、周囲の恒星と比較して固有運動の特異速度が大きく、逃走星ではないかと考えられるがそれでも、誕生直後に星形成領域から弾き出されたとしても寿命の内に現在の位置に到達することはできない。しし座ρ星が連星なら、恒星1つの質量はそこまで大きくならず、寿命の内に銀河面から現在位置に到達できる可能性が出てくる。
しし座ρ星では、分光観測により視線速度の変化も報告され、測光や干渉法で検出された伴星とは別に、分光連星である可能性が指摘されている。しかし、集中的にスペクトルを監視した結果、視線速度の変化は、恒星自身の脈動と非球対称な恒星風の影響であることがわかっている。

### 変光

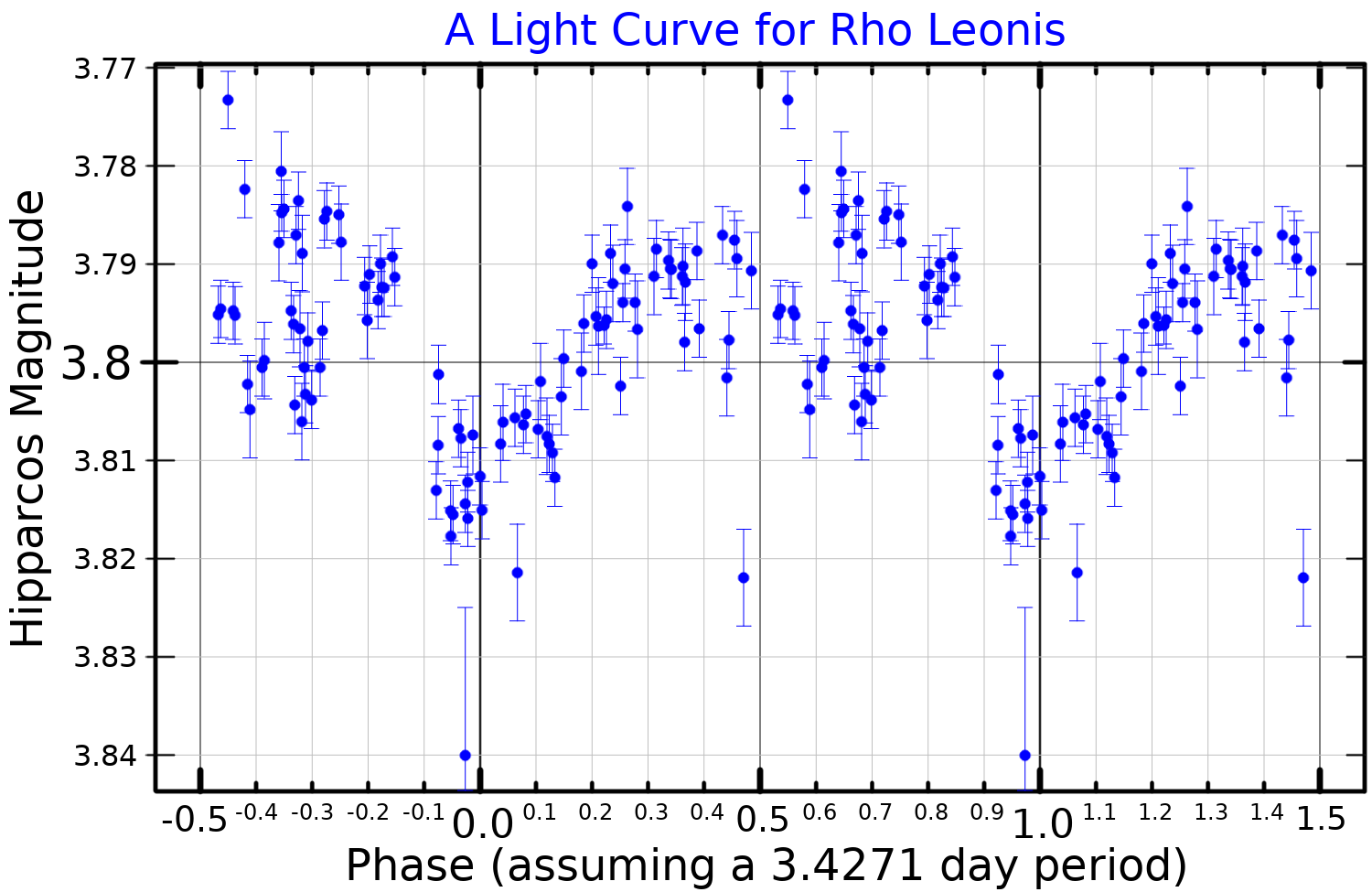
ヒッパルコス衛星の観測結果に基づいて表示したしし座ρ星の光度曲線。

しし座ρ星は、1970年代の前半に、ラ・シヤ天文台のデンマーク50cm望遠鏡による測光観測で、変光星であることが明らかとなった。変光の振幅は、0.07等と見積もられた。ヒッパルコス衛星による観測では、より詳しい光度曲線が得られ、変光星の分類としてははくちょう座α型、変光周期は3.4271日と求められた。その後、ケプラー衛星の姿勢制御系の故障後の新しい任務「K2」の中で、80日にわたるしし座ρ星の測光観測が行われ、主な光度変化は自転周期と考えられる26.8日に紐づいていることが示された。
分光連星が疑われた、スペクトルの時間変化についても、恒星の非動径振動と、恒星の自転によって生じるものと考えられる。高温の超巨星であるしし座ρ星は、1年当たり太陽質量の100万分の1に相当する質量を放出する、強力な恒星風を発生させており、恒星風の終端速度は1100 km/sにも上る。この恒星風が、恒星の自転による影響で変調し、また恒星の脈動や恒星風内の衝撃波なども影響して、吸収線スペクトルの輪郭に複雑で高速な時間変化を生じている。

## 名称
中国ではしし座ρ星は、諸部族を統一して中華民族を成立させた伝説上の君主黄帝の名とされる軒轅（拼音: Xuān Yuánという星官を、おおぐま座10番星、やまねこ座38番星、やまねこ座α星、しし座15番星、しし座κ星、しし座λ星、しし座ε星、しし座μ星、しし座ζ星、しし座γ星、しし座η星、レグルス、しし座ο星、しし座31番星などと共に形成する。しし座ρ星自身は、軒轅十六（拼音: Xuān Yuán shíliù）すなわち軒轅の16番星といわれる。